# 李泌

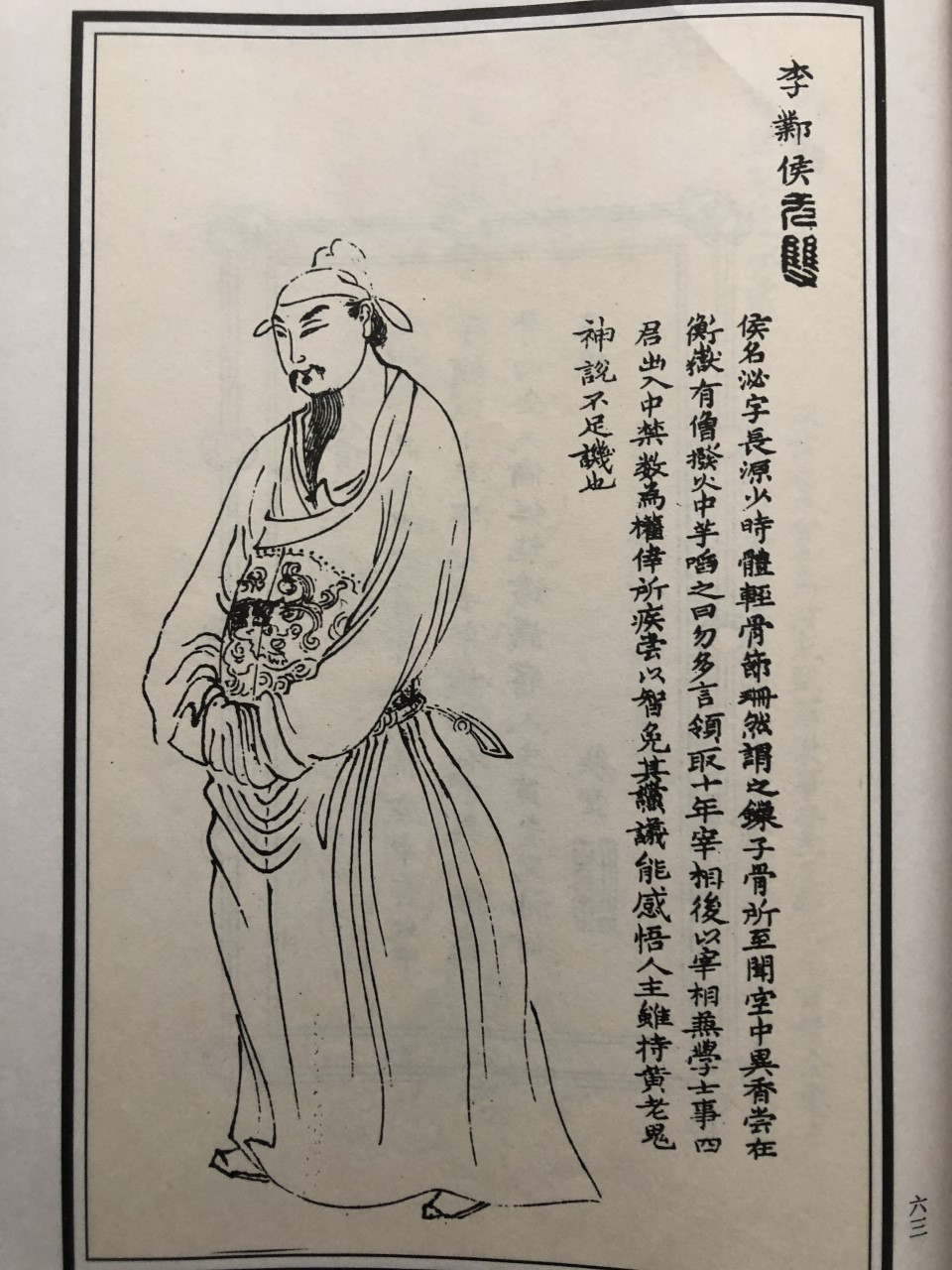
清代《無雙譜》，李泌畫像

李泌（722年5月15日—789年4月1日），字長源，京兆人，祖籍辽东襄平，唐朝宰相。

## 生平
生於唐玄宗開元10年（歲次壬戌）四月廿六日（公元722年5月15日），是西魏八柱国李弼的六代孙，父亲李承休是吳房縣令，聚書兩萬餘卷，并告诫子孙不得賣書。
李泌幼居長安（今西安），七歲能作對句，张説奇之，玄宗召令供奉東宮，写诗諷刺楊國忠，有“青青东门柳，岁晏复憔悴。”之句，隐居颍阳。肅宗時，參預軍國大議，拜銀青光祿大夫，隐居衡山（今湖南省），修煉道教，共十二年。代宗時，召為翰林學士，不久因得罪权臣元载，被代宗外放為杭州刺史以避祸。德宗時，元载失势，复召回朝廷并授散骑常侍。贞元中，拜中书侍郎平章事，封邺县侯。李泌信奉鬼神方術，以虛誕自任，輔佐四朝天子。
德宗贞元五年三月初二日（789年4月1日），辞世。有文集二十卷。

## 家庭
五子：李○，高陵尉；李繁，和州刺史；李繟，咸陽尉；李紩，涪州刺史；李絢，華州文學。
李繁临死前於狱中撰《鄴侯家傳》，明顯帶有神話色彩，記其功業，語多浮誇。此書约亡佚于南宋末年。《通鑑考異》保存了较多的《鄴侯家傳》。五代時又有《鄴侯外傳》一書。

## 李泌其人
- 李泌對神鬼、修練之說深信不疑，曾深居衡山修道。唐代宗召其返京，並為他娶妻。

- 李泌是唐肅宗太子時期的好友，安史之亂後協助肅宗返京[11]，但約定返京後即引退衡山，對官場名位並不熱衷[12]，只在唐德宗時代擔任過宰相。

- 司馬光對李泌評價很高，《資治通鑑》多從《鄴侯家傳》錄其事蹟[13]，但對其深信神怪感到不可思議[14]。

## 邺侯书院
李泌晚年在衡山隐居，居于烟霞峰下的端居室。今南岳福严寺右侧石壁上的“极高明”石刻，相传是李泌所书。李泌的儿子李繁为纪念父亲，又在集贤峰麓建南岳书院。
南岳书院在宋朝改建成山下邺侯书院，明朝改名为集贤书院，民国时期集贤书院的图书馆改建成南岳中正图书馆，现为南岳区旅游局等单位办公所用。
端居室在清朝改建成山上邺侯书院，现仍保留在南岳衡山，已无书院功能，仅为纪念李泌所用。

## 影視形象
- 《长安十二时辰》 易烊千玺饰演“李必”，原型为李泌[5]。

- 《大唐榮耀》 常鋮飾演“李泌”。

- 在臺灣被視為王爺神，五條港安西府有供奉。

## 延伸阅读
[在维基数据编辑]
 在维基文库阅读此作者作品（ 在维基共享资源阅览影像）
 《舊唐書·卷130》，出自刘昫《舊唐書》
 《新唐書/卷139》，出自《新唐書》